# 七社神社
七社神社（しちしゃじんじゃ、ななしゃじんじゃ）という神社は日本各地にある。他の「○社神社（○柱神社・○所神社）」と同様、7つの神社を合祀したもの、あるいは当初から7柱の神を祀る神社として創建されたものである。よって祭神は一定ではなく、それぞれの七社神社の間に直接の関係はない。
- 七社神社 (渋川市) - 群馬県渋川市
- 七社神社 (東京都北区) - 東京都北区
- 七社神社 (東京都八王子市) - 東京都八王子市
- 七社神社 (成田市) - 千葉県成田市
- 七社神社 (酒々井町) - 千葉県酒々井町
- 七社大神 (身延町) - 山梨県身延町釜額
- 七社神社 (谷汲村) - 岐阜県谷汲村
- 七社神社 (大府市) - 愛知県大府市 - TBS系テレビドラマ『キッズ・ウォー』シリーズのロケ地に使われた。
- 七社神社 (奈良県平群町) - 奈良県平群町越木塚
- 七社神社 (神戸市北区) - 兵庫県神戸市北区
- 七社神社 (宍粟市) - 兵庫県宍粟市一宮町
- 七社神社 (徳島市) - 徳島県徳島市八万町
- 七社神社 (豊前市岩屋) - 福岡県豊前市岩屋
- 七社神社 (豊前市松江) - 福岡県豊前市松江
- 七社神社 (福岡市) - 福岡県福岡市西区小呂島